# 保山云瑞机场
保山云瑞機場是位於中國雲南保山南郊的的民用機場。
機場建於1929年，是中國抗日戰爭時期「駝峰航線」的主要軍用機場。1958年4月1日，中國民航總局成立保山站，是第一個地州级民用航空站。1990年5月，機場因擴建而暫時關閉；1994年6月重新開放復航。
擴建後面積為1,820公畝，飛行區等級為4C，跑道長2,400米，寬45米，可供波音737-800及以下機型起降。停機坪面積為7,200平方米，有停機位2個；航站樓面積為3,897平方米，設計容量為10.2萬人。

## 航点
‌2025年度夏秋航季（3月30日至10月25日）
| 航空公司     | 目的地          |
| ------------ | --------------- |
| 中国东方航空 | 成都-天府、昆明 |
| 湖南航空     | 长沙、南京      |